# Insulti (singolo)
Insulti è un singolo del rapper italiano Carl Brave, pubblicato il 22 aprile 2022.

## Video musicale
Il videoclip, diretto da Niccoló Berretta, è stato pubblicato il 28 aprile 2022 sul canale YouTube del cantante.

## Tracce
Testi e musiche di Carlo Luigi Coraggio.
1. Insulti – 3:19